# Brandzeichen (Roman)
Brandzeichen (original: „Watchers“) ist ein Roman von Dean Koontz aus dem Jahr 1987. Die deutsche Übersetzung erschien 1988. Der Roman handelt von Monstrositäten, die in hochgeheimen, der Kontrolle der Öffentlichkeit entzogenen militärischen Laboren ausgebrütet werden.

## Handlung
Erzählt wird von einem durch Genmanipulation mit menschlicher Intelligenz ausgestatteten Golden Retriever, der später von Travis Cornell Einstein genannt wird, und von einem missgestalteten Wesen, das ausschließlich zum Töten herangezüchtet wurde. Beiden gelingt die Flucht aus einem geheimen Hochsicherheitstrakt. Während der sanftmütige Hund bei einem ehemaligen Elitesoldaten Zuflucht findet, verschwindet das Monster in den weitläufigen Wäldern Kaliforniens. Sein einziges Bestreben ist es, den verhassten, von allen anderen geliebten Golden Retriever zu töten, den er über hunderte Kilometer Distanz hinweg wittern kann. Dessen neuer Besitzer befindet sich dadurch, ohne es selbst zu ahnen, in höchster Lebensgefahr.
Im Zentrum des Romans steht vor allem die Figur des Hundes – sinnigerweise „Einstein“ genannt –, der seiner neuen Umgebung nach und nach seine menschliche Intelligenz offenbart. Er befreit eine junge Frau aus den Händen eines Vergewaltigers und bringt sie mit seinem neuen Herrchen zusammen. Zu dritt fliehen sie vor einem schier übermächtigen Feind.
Mit menschlichem Empfinden und hoher Intelligenz ausgestattet führt die missgestaltete Kreatur ein einsames Leben in den Wäldern. Der durch Genmanipulation eingepflanzte Vernichtungstrieb zwingt zum Morden und Zerstören. Eine einfache Melodie oder ein Micky-Maus-Bild führen zu einer fast kindlichen Reaktion. Ähnlichkeiten zu der von Mary Shelley erdachten Romanfigur Frankenstein sind unverkennbar.

## Verfilmung
Der Roman Watchers wurde 1988 verfilmt und kam 1989 in Deutschland unter dem Titel Watchers – gnadenlos gejagt in die Kinos. Fortsetzungen beziehungsweise Neufassungen sind die Filme Watchers II (1990), Watchers 3 (1994), sowie Watchers Reborn (1998).